# Barranc de la Font des Vistes
El Barranc de la Font des Vistes és un barranc del terme municipal de Sort, a la comarca del Pallars Sobirà, dins del que fou l'antic terme de Llessui.
Es forma al sud de la Solaneta des Guineus, a la zona meridional del paratge de Pamano, prop de la Font des Vistes, des d'on davalla cap al nord-est per a abocar-se en el Barranc de Pamano just al sud-oest dels Prats del Bonyente, al nord-oest de la Borda del Roi i dels Corrals del Bonyente. Al seu nord discorre el Barranc de la Solaneta des Guineus.